# 漆樹
漆樹（學名：Toxicodendron vernicifluum，原為Rhus verniciflua）是漆樹屬（原屬鹽膚木屬）下的一種落叶乔木，原產於中國和印度次大陸，以生產生漆著名。為了提取其樹幹中的生漆，日本和韓國也將其引種到了自己國家。在日本，這種植物本身就叫做“漆”（ウルシ）。
割開樹幹流出的生漆（即其树脂）可以用來製造家具、樂器（如古琴）等。生漆中含有高濃度的漆酚，有毒，直接接觸會引起皮肤起泡及过敏性皮炎，陶弘景就曾評價生漆為“毒烈”，中醫入藥可用來驅除體內寄生蟲。

## 形態

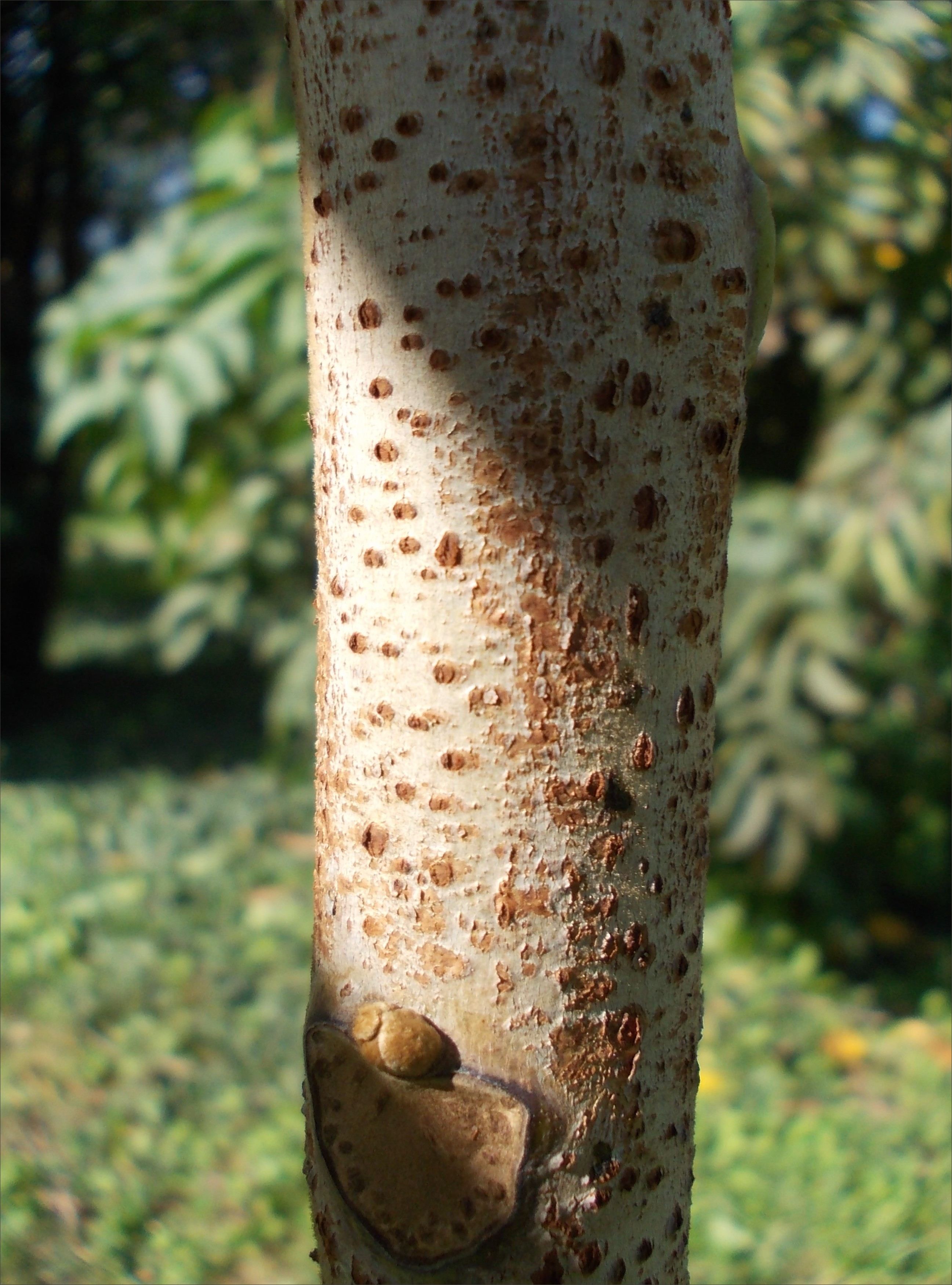
樹皮

漆樹高度可達20米，樹皮粗糙，呈灰白色。其葉為互生的奇数羽状复叶。開黄绿色花，圆锥花序。結肾形核果。其花期為5至6月，果期7至10月。